# Necydalosaurus durantoni
Necydalosaurus durantoni är en skalbaggsart som beskrevs av Touroult och Tavakilian 2008. Necydalosaurus durantoni ingår i släktet Necydalosaurus och familjen långhorningar. Inga underarter finns listade i Catalogue of Life.